# Dieter Zeigert
Dieter Zeigert (* 1938) ist ein deutscher Oberst außer Dienst und Militärschriftsteller.
Er war in den 1980er Jahren Bataillonskommandeur des Stabs- und Versorgungsbataillons des Bundesministeriums der Verteidigung in Bonn, 1989–1991 Kommandeur des Artillerieregiments 2 in Schwalmstadt und in den 1990er Jahren Kommandeur des Verteidigungsbezirkskommandos 71 in Erfurt. Dort trug er auch Verantwortung für den Truppenübungsplatz Ohrdruf.

## Schriften (Auswahl)
- Bonn und seine Soldaten. Geschichte der Garnison Bonn und der Heeresversorgung seit Aufstellung der stehenden Heere. Hrsg. durch das Stabs- und Versorgungsbataillon des Bundesministeriums der Verteidigung, Bonn 1985.
- mit Peter Cramer u. a.: Truppenübungsplatz Ohrdruf. 2. überarbeitete Auflage, hrsg. von der Interessengemeinschaft Schloß Ehrenstein e.V., Heinrich Jung Verlagsgesellschaft, Zella-Mehlis u. a. 1997, ISBN 3-930588-23-4.
- Militärbauten in Thüringen. Studien zu Kasernenanlagen in Mitteldeutschland seit der Verabschiedung der Wehrverfassung des Deutschen Bundes 1821 (= Arbeitshefte des Thüringischen Landesamtes für Denkmalpflege 1/1998). Hrsg. vom Thüringischen Landesamt für Denkmalpflege, Verlag Ausbildung und Wissen, Bad Homburg u. a. 1998, ISBN 3-927879-94-0.
- mit Franz W. Seidler: Die Führerhauptquartiere. Anlagen und Planungen im Zweiten Weltkrieg. Mit Übersichtstabellen. 3. Auflage, Sonderproduktion, Herbig, München 2001, ISBN 3-7766-2154-0.
- Hitlers letztes Refugium? Das Projekt eines Führerhauptquartiers in Thüringen 1944/45. Literareon im Utz-Verlag, München 2003, ISBN 3-8316-1091-6.
- Verschwundene Gleise. Die „Kaiserbahn“ Goldap-Szittkehmen. Fragmente der ostpreußischen Eisenbahngeschichte. 2. Auflage, hrsg. von der Kreisgemeinschaft Goldap/Ostpreußen e.V., Stade 2011, ISBN 978-3-00-034548-7.